# 大屯火山群

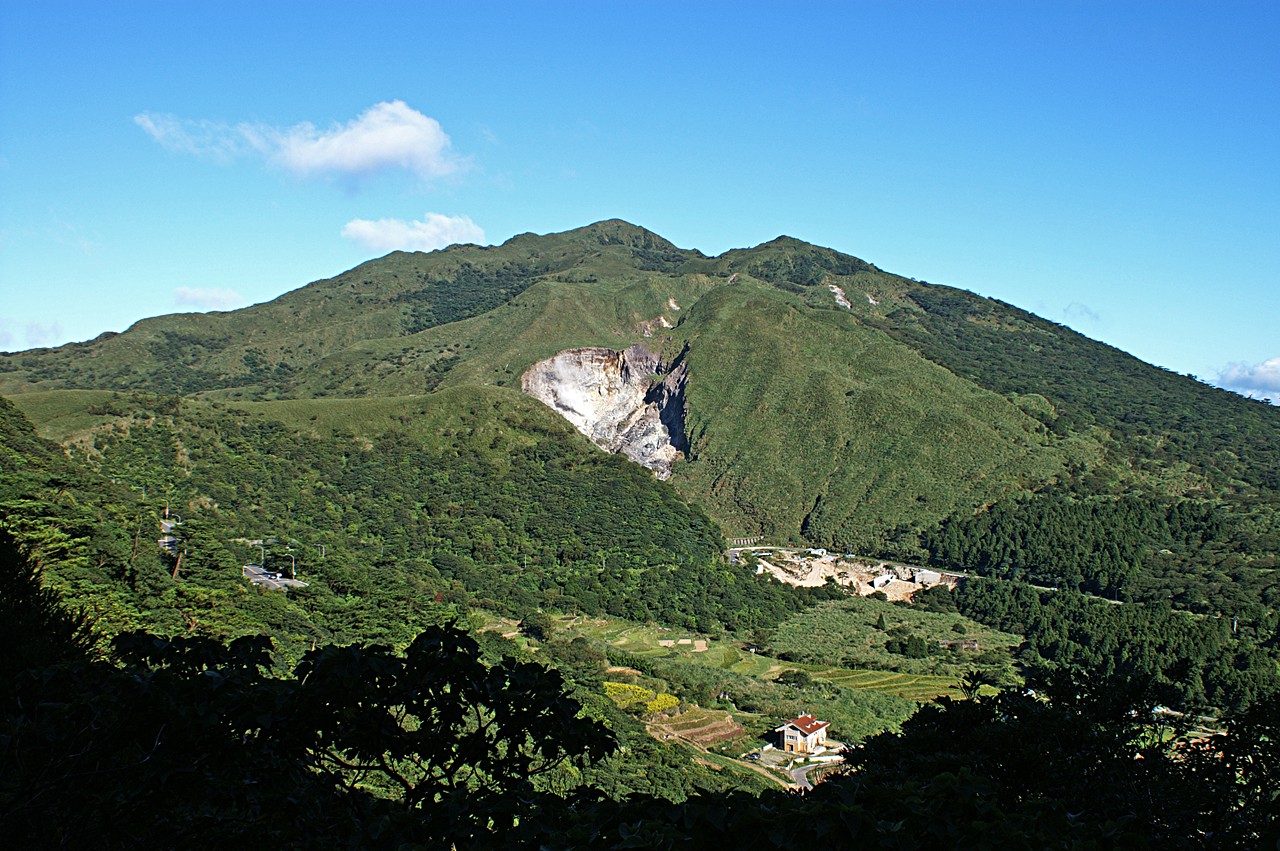
七星山（1,120m）が最高峰

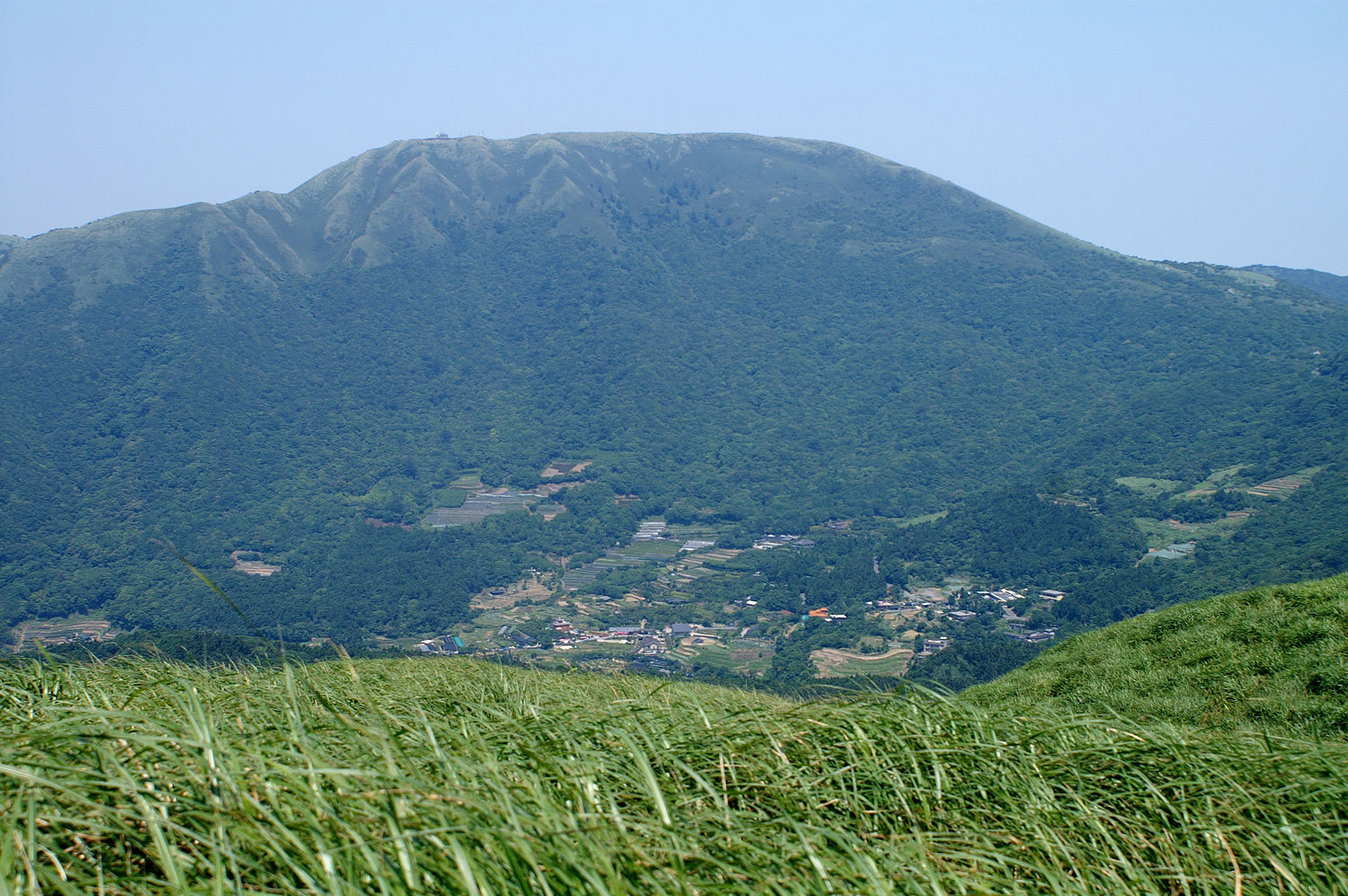
大屯山（1,093m）

大屯火山群（だいとんかざんぐん、英語: Datun Volcanic Group）は、台湾北部に位置する火山群である。台北の北15kmに位置し、台北市と新北市に広がっており、基隆の西に当たっていて、ちょうど台湾島の北海岸に接している。この火山群は、280万年から20万年前の間の火山作用の結果である。2005年現在でも、いくつかの地熱活動が起こっており、ガス噴気孔がこれらの火山の間で活動している。大屯火山群の観測は、マグマだまりがおそらく台湾北部の地表下にまだ存在していることを示唆している。
2002年以来、世界遺産候補（List of potential World Heritage Sites in Taiwan）になっている。

## 主な山々

### 観音山亜群
観音山（かんのん-さん）
占山（せん-ざん）
崩山（ほう-さん）
福隆山（ふくりゅう-さん）

### 大屯山亜群
大屯山（だいとん-ざん）

## 参照項目
- 陽明山国家公園
- 大屯国立公園